# Rolf Danneberg
Rolf Danneberg (ur. 1 marca 1953 w Hamburgu) – niemiecki (RFN) lekkoatleta, dyskobol, dwukrotny medalista olimpijski.
W latach 80. należał do światowej czołówki, jednak medale zdobywał tylko na igrzyskach olimpijskich. Na Igrzyskach Olimpijskich w 1984 w Los Angeles – pod nieobecność sportowców z bloku wschodniego – triumfował. Cztery lata później, na Igrzyskach w 1988 w Seulu zajął trzecie miejsce.
Na Mistrzostwach Europy w 1982 w Atenach nie zakwalifikował się do finału. Na ME w 1986 w Stuttgarcie zajął 11. miejsce. Na Mistrzostwach Świata w 1987 w Rzymie był czwarty, a na ME w 1990 w Splicie szósty.
Jego rekord życiowy wynosił 67,60 m. Był mistrzem RFN w 1980, 1988 i 1989.